# جون كامينز
جون كامينز (بالإنجليزية: John Cummins)‏ هو نقابي أسترالي، ولد في 1948، وتوفي في 29 أغسطس 2006 بسبب سرطان.